# Bréville-les-Monts
Bréville-les-Monts er en kommune i Calvados departmentet i Basse-Normandie regionen i det nordvestlige Frankrig.

## Historie
Under 2. Verdenskrig blev byen befriet inden Ranville, men dens strategiske betydning betød at den var stærkt omkæmpet i de første dage efter D-dag.

## Seværdigheder
- Ruiner af den gamle Peterskirke
- Herregården Saint-Côme, 16. århundrede
- Château d'Amphernet

## Venskabsby
- Hillerse, Tyskland